# Nicolò Barella
Nicolò Barella (Cagliari, 1997. február 7. –) olasz válogatott labdarúgó, jelenleg az Internazionale játékosa.

## Pályafutása

### Klubcsapatban
A Cagliari Calcio saját nevelésű játékosa és itt lett profi labdarúgó. 2015. január 14-én a Parma ellen debütált a felnőttek között az kupában kezdőként. Május 4-én mutatkozott be szintén a Parma elleni élvonalbeli bajnoki mérkőzésen, a 68. percben Diego Farias cseréjeként lépett pályára. 2016. január 5-én a másodosztályú Calcio Como csapatába került kölcsönbe 6 hónapra. 2017. szeptember 17-én a SPAL ellen megszerezte első gólját a Cagliari játékosaként. December 17-én az AS Roma ellen a legfiatalabb csapatkaptiánya lett csapata történelmében, 20 évesen 10 hónaposan és 9 naposan és ezzel Nicola Murru rekordját döntötte meg. 2018. január 3-án 2022-ig meghosszabbította szerződését a klubbal.

### A válogatottban
Az U15-től az U21-esig minden korosztályos válogatottban megfordult. A 2016-os U19-es labdarúgó-Európa-bajnokságon az olasz U19-es válogatott tagjaként részt vett és ezüstérmesként végeztek. Kvalifikálták magukat a 2017-es U20-as labdarúgó-világbajnokságra, itt is bekerült a keretbe. 2017 augusztusában meghívást kapott az olasz U21-es labdarúgó-válogatottba, majd szeptember 1-jén a spanyol U21-es labdarúgó-válogatott ellen mutatkozott be. Októberben Marco Verratti sérülése miatt került be az olasz labdarúgó-válogatott keretébe, amely a 2018-as labdarúgó-világbajnokság-selejtezőn szerepelt. Gian Piero Ventura a macedón labdarúgó-válogatott és az albán labdarúgó-válogatott ellen nevezte a keretbe, de pályára nem lépett.
2024. június 6-án bekerült a 2024-es labdarúgó-Európa-bajnokságra utazó végleges keretbe.

## Statisztika

### Klubcsapatokan
Legutóbb 2021. november 7-én lett frissítve.
| Klub                        | Szezon         | Bajnokság      | Bajnokság | Bajnokság | Nemzeti kupa | Nemzeti kupa | Nemzetközi kupa | Nemzetközi kupa | Egyéb | Egyéb | Összesen | Összesen |
| Klub                        | Szezon         | Bajnokság      | Mérk.     | Gólok     | Mérk.        | Gólok        | Mérk.           | Gólok           | Mérk. | Gólok | Mérk.    | Gólok    |
| --------------------------- | -------------- | -------------- | --------- | --------- | ------------ | ------------ | --------------- | --------------- | ----- | ----- | -------- | -------- |
| Cagliari                    | 2014–15        | Serie A        | 3         | 0         | 1            | 0            | —               | —               | —     | —     | 4        | 0        |
| Cagliari                    | 2015–16        | Serie B        | 5         | 0         | 0            | 0            | —               | —               | —     | —     | 5        | 0        |
| Cagliari                    | 2016–17        | Serie A        | 28        | 0         | 2            | 0            | —               | —               | —     | —     | 30       | 0        |
| Cagliari                    | 2017–18        | Serie A        | 34        | 6         | 1            | 0            | —               | —               | —     | —     | 35       | 6        |
| Cagliari                    | 2018–19        | Serie A        | 35        | 1         | 3            | 0            | —               | —               | —     | —     | 38       | 1        |
| Cagliari                    | Összesen       | Összesen       | 105       | 7         | 7            | 0            | —               | —               | —     | —     | 112      | 7        |
| Como (kölcsönben)           | 2015–16        | Serie B        | 16        | 0         | 0            | 0            | —               | —               | —     | —     | 16       | 0        |
| Internazionale (kölcsönben) | 2019–20        | Serie A        | 27        | 1         | 4            | 1            | 7               | 1               | —     | —     | 38       | 3        |
| Internazionale              | 2020–21        | Serie A        | 36        | 3         | 4            | 0            | 6               | 0               | —     | —     | 46       | 3        |
| Internazionale              | 2021–22        | Serie A        | 12        | 1         | 0            | 0            | 4               | 0               | 0     | 0     | 16       | 1        |
| Internazionale              | Összesen       | Összesen       | 75        | 5         | 8            | 1            | 20              | 2               | 0     | 0     | 103      | 8        |
| Teljes karrier              | Teljes karrier | Teljes karrier | 196       | 12        | 15           | 1            | 20              | 2               | 0     | 0     | 231      | 15       |

### A válogatottban
Legutóbb 2021. október 10-én lett frissítve.
| 2018     | 4  | 0 |
| 2019     | 8  | 3 |
| 2020     | 6  | 1 |
| 2021     | 15 | 3 |
| Összesen | 33 | 7 |

#### Góljai a válogatottban
| #  | Dátum               | Helyszín                                      | Ellenfél     | Gól | Végeredmény | Verseny                            |
| -- | ------------------- | --------------------------------------------- | ------------ | --- | ----------- | ---------------------------------- |
| 1. | 2019. március 23.   | Friuli Stadion, Udine, Olaszország            | Finnország   | 1–0 | 2–0         | 2020-as Európa-bajnokság-selejtező |
| 2. | 2019. június 8.     | Olimpiai Stadion, Athén, Görögország          | Görögország  | 1–0 | 3–0         | 2020-as Európa-bajnokság-selejtező |
| 3. | 2019. november 18.  | Renzo Barbera Stadion, Palermo, Olaszország   | Örményország | 3–0 | 9–1         | 2020-as Európa-bajnokság-selejtező |
| 4. | 2020. szeptember 7. | Johan Cruijff Arena, Amszterdam, Hollandia    | Hollandia    | 1–0 | 1–0         | 2020–2021-es UEFA Nemzetek Ligája  |
| 5. | 2021. június 4.     | Renato Dall’Ara Stadion, Bologna, Olaszország | Csehország   | 2–0 | 4–0         | Barátságos mérkőzés                |
| 6. | 2021. július 2.     | Allianz Arena, München, Németország           | Belgium      | 1–0 | 2–1         | 2020-as labdarúgó-Európa-bajnokság |
| 7. | 2021. október 10.   | Juventus Stadion, Turin, Olaszország          | Belgium      | 1–0 | 2–1         | 2020–2021-es UEFA Nemzetek Ligája  |

## Sikerei, díjai

### Klub
- Cagliari
  - Seria B: 2015–16
- Internazionale
  - Seria A: 2020–21,[17] 2023–24
  - Olasz kupa: 2021–22, 2022–23
  - Olasz szuperkupa: 2021, 2022, 2023

### Válogatott
- Olaszország U19
  - U19-es labdarúgó-Európa-bajnokság ezüstérmes: 2016[18]
- Olaszország U20
  - U20-as labdarúgó-világbajnokság bronzérmes: 2017
- Olaszország
  - Európa-bajnokság: 2020

### Egyéni
- Giacomo Bulgarelli–díj: 2018–19[19]
- Seria A – Az év csapata: 2018–19,[20] 2019–20[21]
- Az Európa-liga – Szezon csapatának tagja: 2019–20[22]
- A Seria A – Legjobb középpályása: 2020–21[23]